# Шоу Ларри Кинга
«Larry King Live» («Ларри Кинг в прямом эфире») — ток-шоу, которое вёл Ларри Кинг в 1985—2010 годах на телеканале CNN. Содержанием передачи является разговор в прямом эфире, который Ларри Кинг ведет с какой-либо знаменитостью: видным политиком, бизнесменом, актёром и др. Всего вышло 6120 выпусков.

## История
Шоу выходило с 1985 года и являлось самой популярной передачей канала CNN.
За 25 лет в эфире CNN шоу не меняло ни время выхода (21:00), ни ведущего и на этом основании попало в Книгу рекордов Гиннесса:
Её создатель за свою карьеру провёл более 40 тысяч интервью с политиками, звездами, бизнесменами со всего мира.
16 декабря 2010 года прошла последняя передача с участием Ларри Кинга.
С января 2011 программа выходит в том же формате с новым ведущим, которым стал британский журналист Пирс Морган (Piers Morgan). Новое название программы — Piers Morgan Tonight.

## Интересные факты
- Отличительная особенность экранного имиджа ведущего — его подтяжки[5] . Эта деталь одежды неоднократно упоминалась журналистами по самым разным поводам. Например, медиаидеолог Марина Леско в газете «Московская комсомолка» замечала (2001)[6]:

Впрочем, даже если все ведущие НТВ наденут фирменные подтяжки, как это делал в своё время Влад Листьев, ни одного Ларри Кинга из них не вырастить.
- 8 сентября 2000 гостем программы был российский президент Владимир Путин[7][8].